# Iksan-Stadion
Das Iksan-Stadion (kor. 익산종합운동장) ist ein Fußballstadion mit Leichtathletikanlage in der südkoreanischen Stadt Iksan, Jeollabuk-do. Errichtet wurde die Anlage 1991 und dient ab 2022 als Heimspielstätte von Jeonbuk Hyundai Motors FC II, welches in der K4 League spielen wird.